# 田心乡 (嘉禾县)
田心乡，是中华人民共和国湖南省郴州市嘉禾县下辖的一个乡镇级行政单位。

## 行政区划
田心乡下辖以下地区：
田心社区、田心村、山田村、瑶冲村、满堂村、三元村、白子洞村、秀湾村、玉洞村、凌云村、东岸村、大屋地村、黄甲村、五百地村、栗木凤村和黄牛岭社区。